# Oryxis monticola
Genre
Espèce
Synonymes
- Dolichos monticola Benth. (basionyme)[2]

Oryxis monticola est une espèce de plantes à fleurs dicotylédones de la famille des Fabaceae et de la sous-famille des Faboideae, originaire du Brésil. C'est l'unique espèce du genre Oryxis (genre monotypique).

## Distribution et habitat
L'espèce n'est connue que dans l'État brésilien du Minas Gerais (espèce endémique).
La plante croît dans les champs rupestres et le cerrado, généralement parmi les rochers, à des altitudes de 700 à 1500 mètres environ.

## Étymologie
Le nom générique, Oryxis, est un terme grec (ὄρυξις, oryxis, excavation ou creusement) en référence à l'État brésilien de Minas Gerais connu ses exploitations minières.

## Taxinomie
L'espèce Oryxis monticola a été décrite par (George Bentham) A.Delgado & G.P.Lewis et publiée dans Kew Bulletin 52(1): 221 en 1997.